# 富山県道196号笹津停車場線
富山県道196号笹津停車場線（とやまけんどう196ごう ささづていしゃじょうせん）は富山県富山市内を通る一般県道である。

## 概要

### 路線データ
- 起点：笹津停車場（富山県富山市笹津）
- 終点：富山県富山市西大沢字東大割（国道41号交点）
- 実延長：593m

## 沿革
- 1960年（昭和35年）4月23日 - 認定[1]

## 地理

### 通過する自治体
- 富山県富山市

### 接続する道路
- 富山市道（起点：富山市笹津、笹津駅前）
- 富山県道69号富山笹津線（富山市笹津地内で重複）
- 国道41号（越中東街道）（終点：西大沢交差点）

### 周辺
- JR高山本線 笹津駅
- 大沢野笹津郵便局
- シキボウ 富山工場（紡績）
- 神通川